# James Cleveland
Pour les articles homonymes, voir Cleveland (homonymie).
James Cleveland, né le 5 décembre 1931 à Chicago (États-Unis) et mort le 9 février 1991 à Culver City (États-Unis), est un chanteur de gospel et un pasteur chrétien baptiste américain

## Biographie
À l'âge de 8 ans, il a commencé à chanter à l'Église baptiste des pèlerins de Chicago où Thomas A. Dorsey était ministre de la musique.

### Carrière
En 1950, il rejoint les Gospelaires, un trio dirigé par Norsalus McKissick et Bessie Folk, où il a modernisé des chants gospel traditionnels.
En 1962, il a signé avec le label Savoy Records, où il a sorti de nombreux chants soul gospel.
En 1963, il a déménagé à Los Angeles pour devenir ministre de musique à la Grace Memorial Church of God in Christ.

### Ministère
En novembre 1970, il a fondé l'Église baptiste institutionnelle Cornerstone à Los Angeles.

### Allégations d'abus sexuels
En février 1992, Christopher Harris, fils adoptif de Cleveland, a poursuivi en justice la succession de Cleveland, affirmant que Cleveland aurait abusé sexuellement de lui pendant cinq ans et l’aurait infecté avec le VIH . L'affaire a été réglée dans des conditions non divulguées.

## Distinctions
Il a remporté au cours de sa carrière quatre Grammy Awards. Ses interprétations de titres Peace of the Stills, Lord Remember Me, Father I Stretch My Hands to Thee et The Love of God sont considérés comme des standards du gospel.
Une étoile porte son nom sur le Hollywood Walk of Fame.

## Film
Il est incarné par Tituss Burgess dans le film biographique sur Aretha Franklin, Respect (2021) de Liesl Tommy.